# Mammillaria zephyranthoides
Mammillaria zephyranthoides (укр. Мамілярія зефірантоїдес, мамілярія зефіроквіткова) — сукулентна рослина з роду мамілярія (Mammillaria) родини кактусових (Cactaceae), раніше іноді ставилася до роду доліхотеле (Dolichothele).

## Історія
Вид вперше описаний бельгійським ботаніком німецького походження Мішелєм Жозефом Франсуа Шайдвайлером (нім. Michael Joseph François Scheidweiler, 1799—1861) у 1841 році у виданні нім. «Allgemeine Gartenzeitung».. Пізніше Оркатт Буксбаум і Бакеберг відносили цей вид до інших родів — Chilita, Ebnerella і Dolichothele, відповідно. Згодом всі ці роди були об'єднані з родом (Mammillaria).

## Етимологія
Видова назва дана на роду зефірантес (Zephyranthes) з родини амарилісові (Amaryllidaceae) великі, привабливі квіти якого подібні до квіток Mammillaria zephyranthoides.

## Ареал і екологія
Mammillaria zephyranthoides є ендемічною рослиною Мексики. Ареал розташований у штатах Гуанахуато, Ідальго, Мехіко, Оаксака, Пуебла, Керетаро та Сан-Луїс Потосі. Рослини зростають на висоті від 1800 до 2400 метрів над рівнем моря у ксерофільному чагарнику і на пасовищах. У природі рослини під час сухого періоду втягуються глибоко в субстрат.
Mamrnillaria zephyranthoides демонструє рідкісну диз'юнкцію ареалу, яку вона поділяє лише з небагатьма мексиканськими видами кактусів: вона має частини ареалу по, обом сторонам трансмексиканської вулканічної зони, яка виконує функцію хорологічного бар'єру. Подібне явище відоме також у Ferocactus macrodiscus, Mamrnillaria uncinata, Mamrnillaria discolor і Echinocereus pulchellus, які всі разом населяють подібну біосферу в луговій трав'янистій рослинності та належать до видів, описаним вже на ранніх етапах вивчення кактусів.
Незважаючи на свою дуже велику область поширення з двома ізольованими частинами ареалу, Mammillaria zephyranthoides мало мінлива. Екземпляри з південної частини ареалу вказуються як більш тонко околючені і трохи меншого розміру.

## Морфологічний опис
| Орган              | Опис                                                                                        |
| Рослини            | зазвичай поодинокі.                                                                         |
| Коріння            |                                                                                             |
| Стебло             | здавлено-кулясте, до 8 см заввишки, в діаметрі 10 см.                                       |
| Епідерміс          | темно-синій-зелений.                                                                        |
| Маміли             | м'які, конічні, апікально округлені, до 25 мм завдовжки, без молочного соку.                |
| Ареоли             |                                                                                             |
| Аксили             | голі.                                                                                       |
| Центральні колючки | 1, з гачками, білі до жовтуватих та червонувато-коричневих, короткі або до 14 мм завдовжки. |
| Радіальні колючки  | 12-18, дуже тонкі, білі, завдовжки 8-10 мм.                                                 |
| Квіти              | білі з рожевими центральними прожилками на пелюстках, до 40 мм в діаметрі.                  |
| Бутони             |                                                                                             |
| Зовнішні пелюстки  |                                                                                             |
| Внутрішні пелюстки |                                                                                             |
| Тичинки            |                                                                                             |
| Маточка            |                                                                                             |
| Плоди              | яйцеподібні, червоні.                                                                       |
| Насіння            | чорне.                                                                                      |

## Близькі види
Енгельманн (у праці Шумана, 1898) вказав на спорідненість Mammillaria zephyranthoides з Mammillaria wrightii.

## Чисельність, охоронний статус та заходи по збереженню

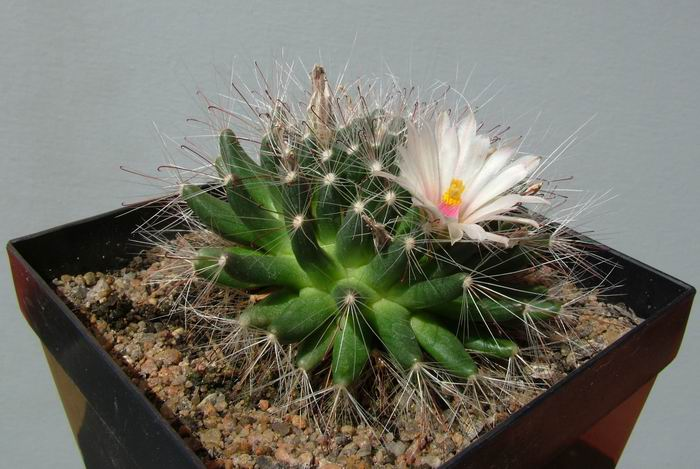
Mammillaria zephyranthoides, квітуча рослина

Mammillaria zephyranthoides входить до Червоного списку Міжнародного союзу охорони природи видів, з найменшим ризиком (LC).
Вид має дуже широкий ареал, але рослини рідкісні у всьому своєму ареалі. Щільність популяції зменшується в результаті тиску на рослини, до якого вони піддаються. Вид знаходиться під загрозою надмірного випасу худоби, але це не є серйозною загрозою. Найбільш негативний вплив худоби відбувається на молоді особини, які, в результаті, не досягають репродуктивного віку. Mammillaria zephyranthoides цвіте в період з березня по травень. Це найважливіший етап в життєвому циклі відтворення виду, оскільки квіткових бутонів мало, багато з них перериваються, і невелика частина перетворюється в плоди, таким чином, виживання особин поставлено під загрозу від випасу.
Mammillaria zephyranthoides, ймовірно, зустрічається на природоохоронних територіях в межах свого ареалу.
У Мексиці ця рослина занесена до Національного переліку видів, що перебувають під загрозою зникнення, де вона включена до категорії «загрозливий».
Охороняється Конвенцією про міжнародну торгівлю видами дикої фауни і флори, що перебувають під загрозою зникнення (CITES).

## Використання

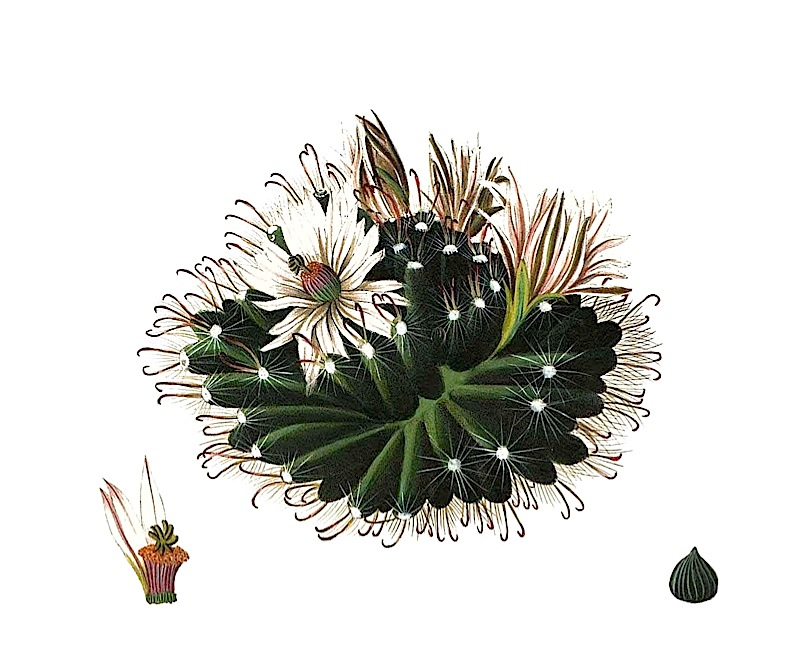
Ілюстрація Mammillaria zephyranthoides у виданні Отто і Пфайфера (Ludwig Georg Karl Pfeiffer) «Abbildung und Beschreibung blühender Cacteen, Band 2» 1847 року

Цей вид рідко збирають для використання як декоративного. Комерційно культивується для міжнародної торгівлі.